# Namco Museum Remix
Namco Museum Remix is een videospel dat werd ontwikkeld door Namco Bandai Games en werd uitgegeven door Namco. Het compilatiespel kwam in 2007 uit voor de Nintendo Wii. Het bevat negen normale versie van spellen en vijf remixed versies. Bij de remix versies hebben verbeterde graphics en gewijzigde gameplay. Deze spellen worden gepresenteerd als attacties in een amusementspark.
In 2010 kwam alleen in de Verenigde Staten een verbeterde versie uit van dit spel onder de naam Namco Museum Megamix.

## Spellen
Het compilatiespel bevat veertien spellen:
- Cutie Q (1979)
- Dig Dug (1982)
- Galaxian (1979)
- Gaplus (1984)
- Mappy (1983)
- Pac & Pal (1983)
- Pac-Mania (1987)
- Super Pac-Man (1982)
- Xevious (1982)
- Pac'N Roll (2007; remix-versie)
- Galaga (2007; remix-versie)
- Motos (2007; remix-versie)
- Rally X (2007; remix-versie)
- Gator Panic (2007; remix-versie)

## Ontvangst
| Beoordeeld door    | Jaar | Score |
| ------------------ | ---- | ----- |
| Gaming Age         | 2007 | 75%   |
| Worth Playing      | 2007 | 74%   |
| ZTGameDomain       | 2007 | 70%   |
| Game Chronicles    | 2007 | 55%   |
| IGN                | 2007 | 50%   |
| Eurogamer.net (UK) | 2008 | 50%   |
| Defunct Games      | 2007 | 42%   |
| Jeuxvideo.com      | 2008 | 40%   |
| Games Radar        | 2007 | 30%   |
| Gaming Nexus       | 2007 | 0%    |